# Sutro Tower
Der Sutro Tower ist ein 297,7 Meter hoher Sendeturm im kalifornischen San Francisco. Der Stahlfachwerkturm befindet sich auf dem 254 Meter hohen Mount Sutro. Sowohl der Turm als auch der Berg tragen den Namen von Adolph Sutro (1830–1898), einem erfolgreichen Geschäftsmann und früheren Bürgermeister von San Francisco. Der Sendeturm ist seit der Fertigstellung des Salesforce Tower im Jahre 2018 das zweithöchste Bauwerk der Stadt, überragt damit allerdings den berühmten Wolkenkratzer Transamerica Pyramid, gleichzeitig ist es das vierthöchste freistehende Bauwerk Kaliforniens.

## Geschichte
Bereits 1966 formierte sich eine Gesellschaft aus mehreren Sendeanstalten, um durch den Abriss des Herrenhauses auf dem Mount Sutro Platz für einen neu zu errichtenden Sendeturm zu schaffen. Trotz der Höhe und der Nähe zum San Francisco International Airport gab die zuständige Behörde grünes Licht für das Bauwerk.
Der für die Öffentlichkeit nicht zugängliche Sendeturm wurde zwischen 1971 und 1972 errichtet; seinen Sendebetrieb nahm der Turm am 4. Juli 1973 auf.

## Beschreibung

### Bauwerk
Die markante Stahlkonstruktion besteht aus drei tragenden Pfeilern, die auf fünf Ebenen durch Querstreben miteinander verbunden sind und gestützt werden. Der 1.700 Tonnen schwere Sendeturm ist auf einem rund 3.750 Kubikmeter großen Betonfundament gegründet. Damit wurde er so konstruiert, dass der Schwerpunkt des Turms unter der Erde liegt, um damit eine bessere Standsicherheit im Falle eines Erdbebens zu gewährleisten. Berechnungen zufolge hätte es das San-Francisco-Erdbeben von 1906 schadlos überstanden.

### Sendertabelle

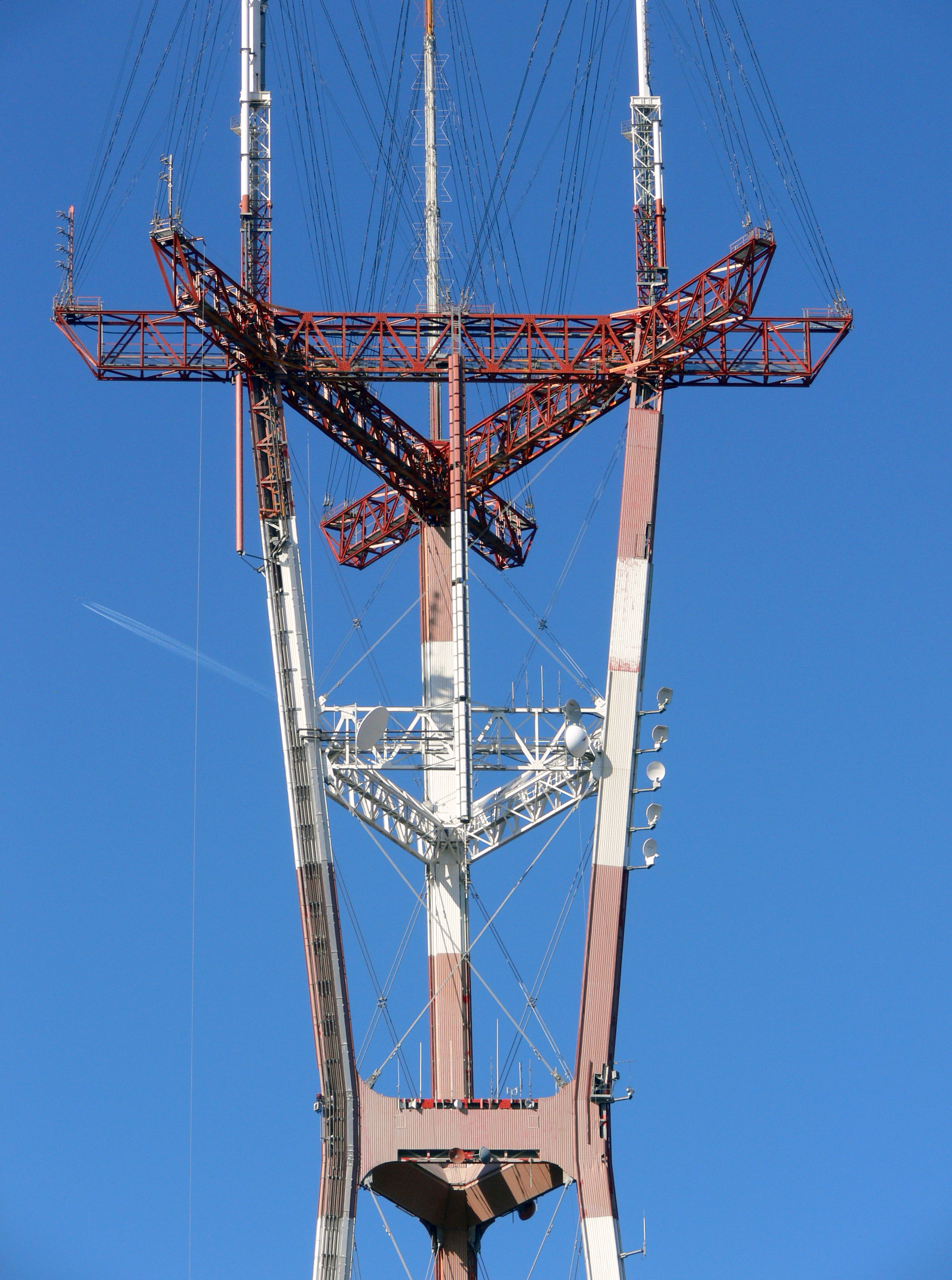
Detailansicht

Auf der Spitze und an den Zwischenetagen sind diverse Antennen für die Ausstrahlung von vier Rundfunk- sowie elf Fernsehprogrammen angebracht. Darüber hinaus dient der Turm anderen Kommunikationsmedien als Sender.
| Fernsehprogramme | Fernsehprogramme |
| Kürzel           | Kanal            |
| ---------------- | ---------------- |
| KTVU             | 2                |
| KICU-TV          | 36               |
| KRON             | 4                |
| KCNS             | 38               |
| KNTV             | 11               |
| KSTS             | 48               |
| KPIX             | 5                |
| KPYX             | 44               |
| KGO-TV           | 7                |
| KTSF             | 26               |
| KMTP             | 32               |
| KPJK             | 60               |
| KQED             | 9                |
| KQEH             | 54               |
| KDTV             | 14               |
| KFSF             | 66               |

| Radioprogramme | Radioprogramme |
| Kürzel         | Frequenz       |
| -------------- | -------------- |
| KOIT           | 96,5           |
| KKSF           | 103,7          |
| KSOL           | 98,8           |
| KFOG           | 104,5          |